# Давид Хорват
Давид Хорват (мађ. Horváth Dávid; Будимпешта, 16. мај 1996) мађарски је пливач и олимпијац чија специјалност су трке прсним стилом. 

## Спортска каријера
Хорват је међународну спортску каријеру започео током 2013. учешћем на европском јуниорском првенству у Познању (4. место на 200 прсно) и светском јуниорском првенству у Дубаију где је освојио титулу вицепрвака у трци на 200 прсно. 
На првенству Русије за 2014. освојио је титулу националног првака на 200 прсно, а нешто касније наступио је и на сениорском европском првенству у Берлину где је у истој дисциплини заузео 13. место у квалификацијама. Годину дана касније, у холандском Дордрехту осваја бронзу на 200 прсно на европском јуниорском првенству. У децембру исте године дебитовао је и у сениорској конкуренцији пливајући на светском првенству у малим базенима у катарској Дохи.  
На светским првенствима у великим базенима је дебитовао у руском Казању 2015, где је пливао у финалима штафетних трка на 4×100 мешовито (седмо место) и 4×100 мешовито микс (8. место), док је у квалификацијама трке на 50 прсно био тек на 37. месту. 
Први запаженији резултат у сениорској конкуренцији, у појединачним тркама, остварио је на европском првенству у Лондону 2016. где је успео да се пласира у полуфинале трке на 200 прсно (укупно 12. место), а потом и да исплива квалификациону норму у истој дисциплини за учешће на Олимпијским играма. На ЛОИ 2016. у бразилском Рију, Хорват је пливао у квалификацијама трке на 200 прсно које је окончао на укупно 30. месту у конкуренцији 39 такмичара. 
На светском првенству у корејском Квангџуу 2019. такмичио се у три дисциплине — 100 прсно (46. место), 200 прсно (29. место) и 4×100 мешовито (12. место). 
Највећи успех у дотадашњој сениорској каријери постигао је на европском првенству у малим базенима у Глазгову 2019. где је као члан штафете на 4×50 мешовито, заједно са Максимом Лобановским, Себастијаном Сабом и Ричардом Бохушом, освојио сребрну медаљу, што је уједно била и његова прва медаља у сениорској каријери на великим такмичењима.